# Olle Lagergren
 Olof (Olle) Fredrik Gösta Lagergren, född 15 november 1891 i Skara, död 6 september 1964 i Karlstad, var en svensk arkitekt. Han var far till arkitekten Per Lagergren.
Lagergren aavlade studentexamen i Skara 1911 och studerade vid Kungliga Tekniska Högskolan 1912–1916, med fortsatta studier vid Kungliga Konsthögskolan 1918–1920. Han var anställd på arkitektkontor i Stockholm 1920–1925 och verkade som biträdande och tillförordnad länsarkitekt i Stockholms län 1925–1930. 1931–1958 var han stadsarkitekt i Karlstad och efterträddes av sin son Per Lagergren. I staden finns numera Lagergrens gata uppkallad efter stadsarkitekterna.
Olle Lagergren är begraven på Ruds kyrkogård i Karlstad.

## Verk ett urval
- Torsgatan 74, Stockholm (1924), tillsammans med Frej Klemming
- Östra Långgatan 33 och 35, Köping (1924), tillsammans med Frej Klemming[5]
- Stadsplaner och styckningsplaner i Stockholms län.
- Skutbergsgården i Karlstad
- Församlingshus, badhus, tennishall, skolor och andra kommunala byggnader i Karlstad.

## Bilder

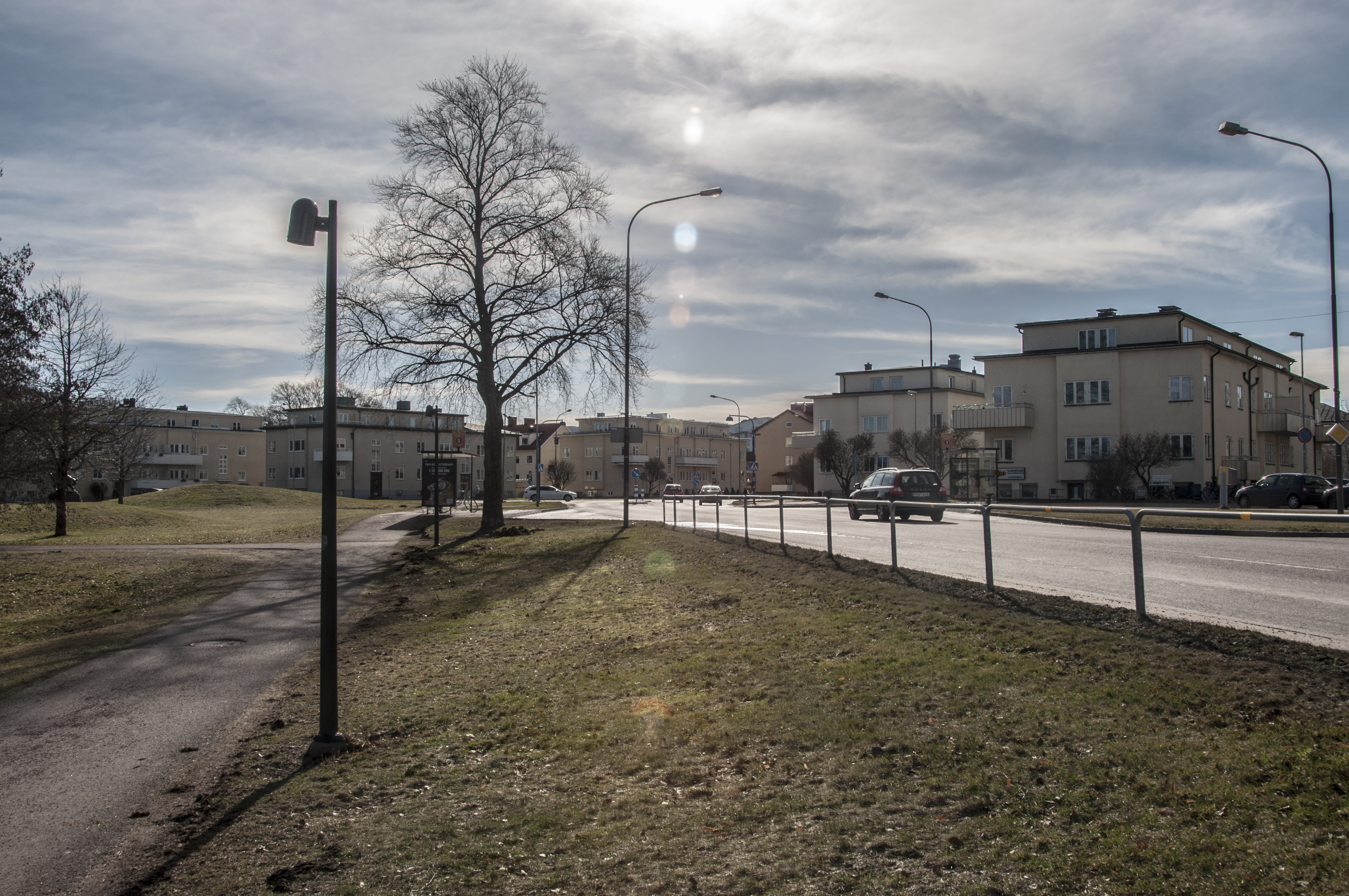
Funkisbyggnader utmed Brogatan i Karlstad byggda 1934
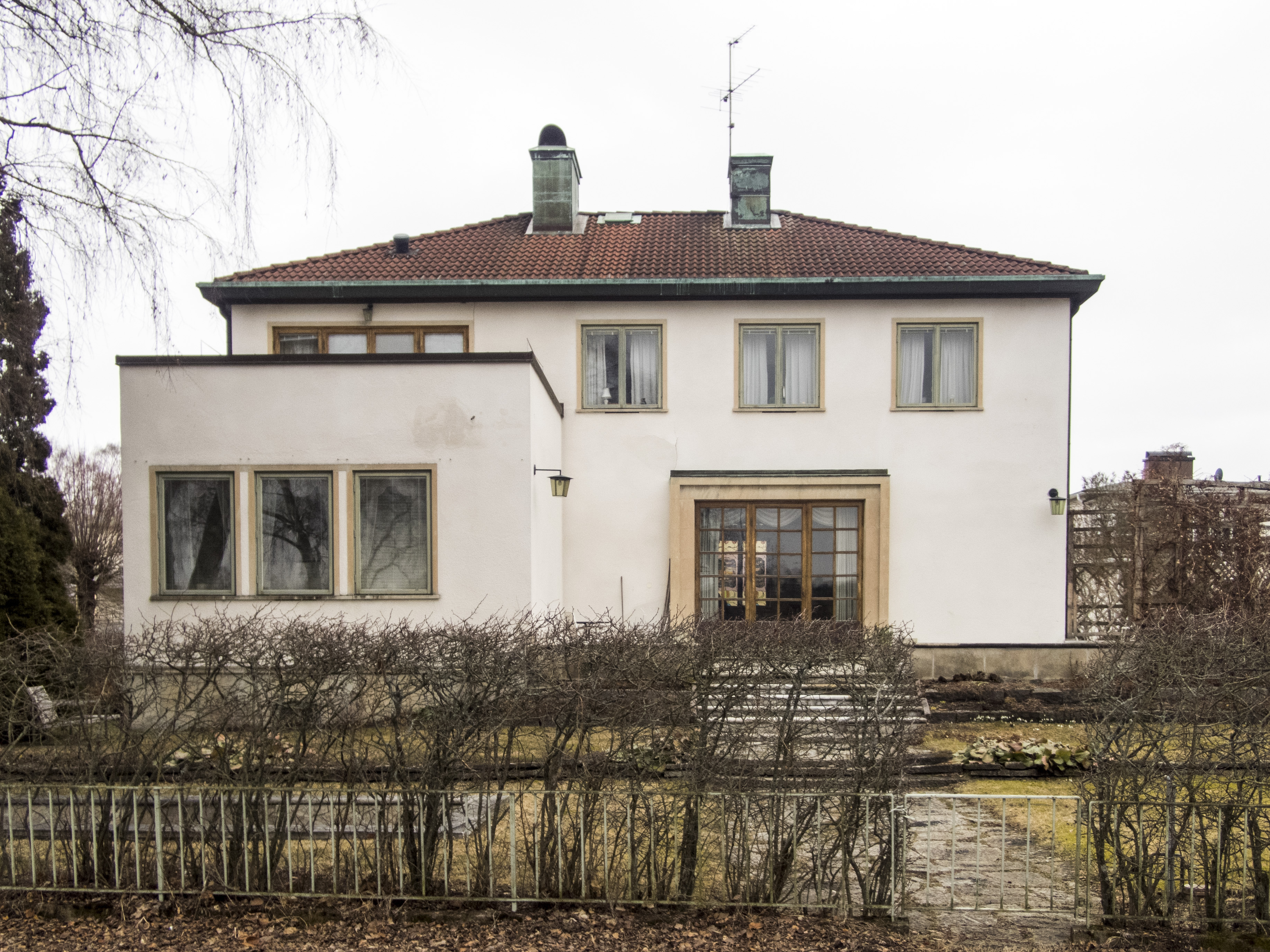
Valfisken 6, Karlstad 1936
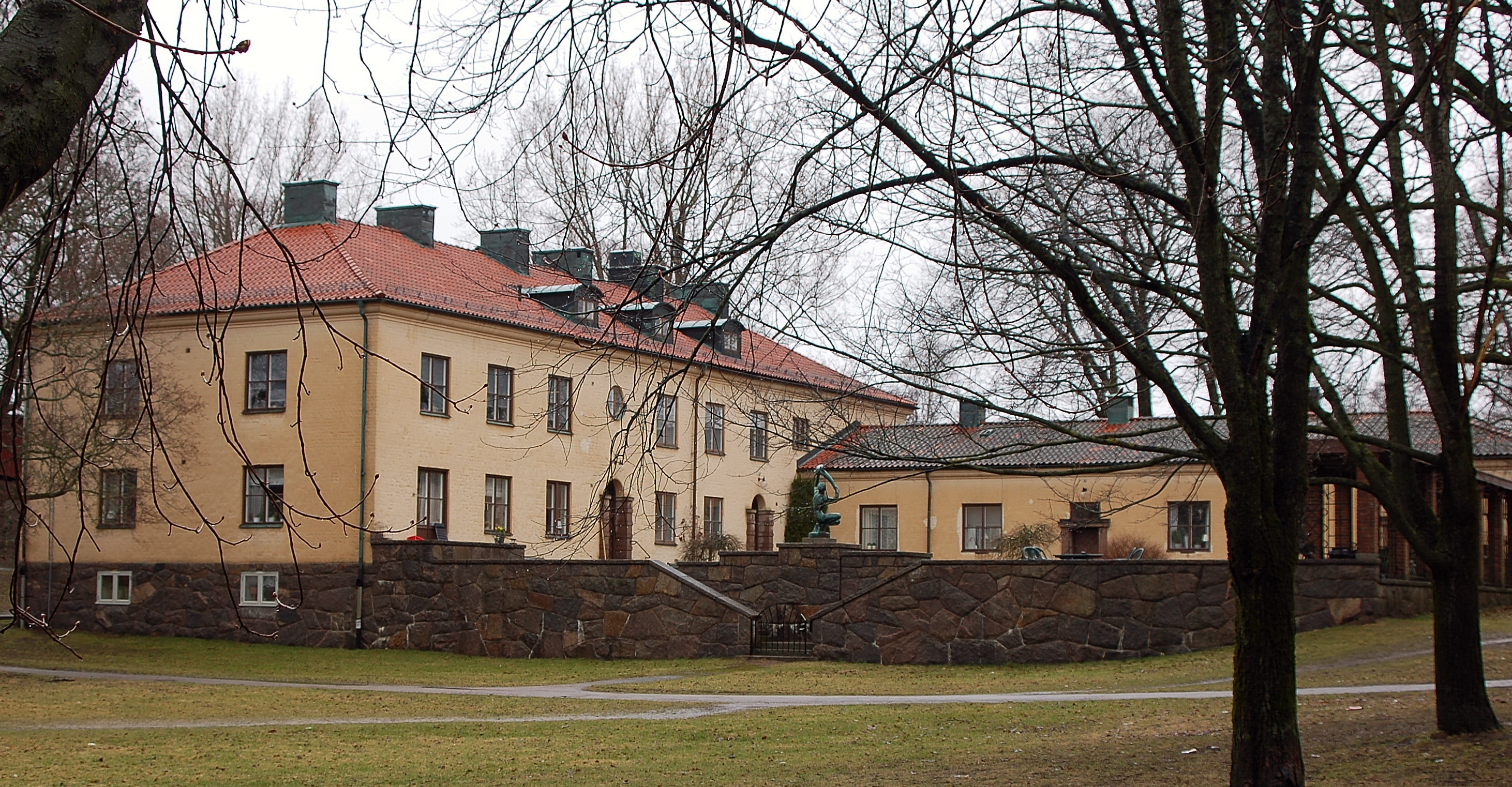
"Lundins minne", 1938
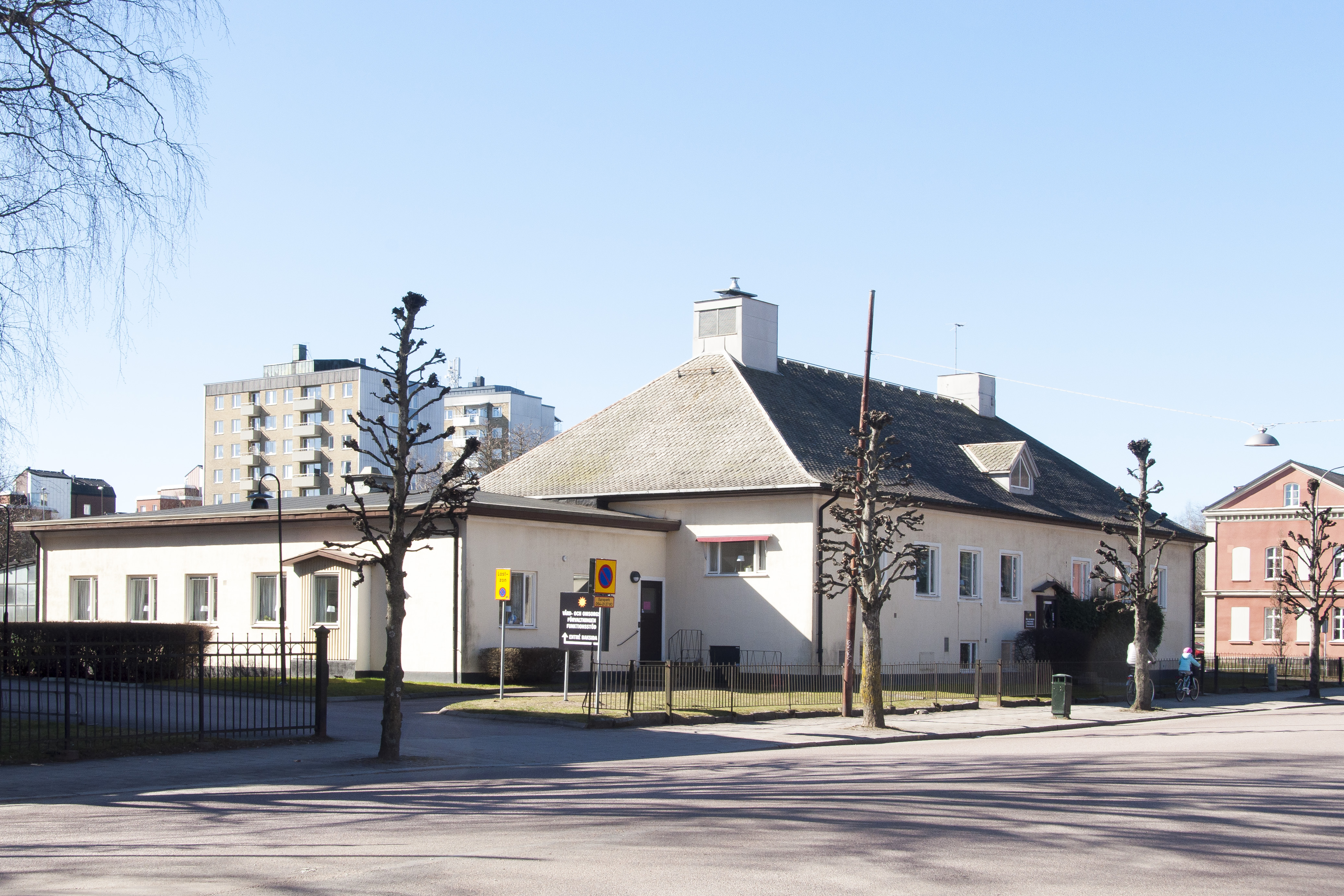
Tingvallagården, Karlstads första kommunala daghem och förskola, 1949
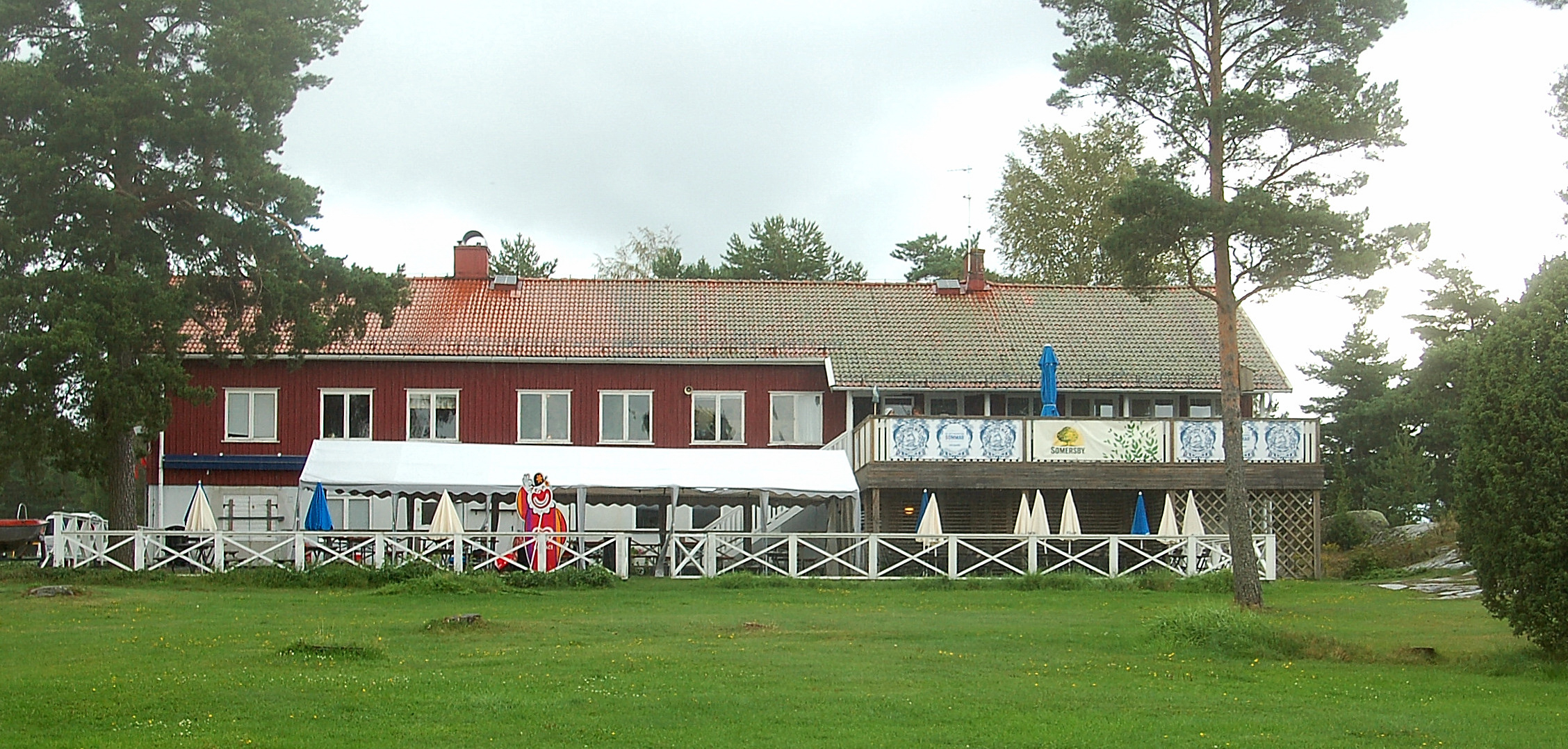
Skutbergsgården, 1955